# Palstek (Zeitschrift)
Der Palstek – Technisches Magazin für Segler (Eigenschreibung „palstek“ oder „PALSTEK“) ist ein zweimonatlich erscheinendes deutschsprachiges Magazin, das im Verlag Palstek GmbH in Hamburg erscheint. Zielgruppe sind Segler und Bootseigner.
Die Zeitschrift deckt weitgehend die üblichen Themenbereiche von Segelmagazinen ab, sucht ihr spezifisches Marktsegment aber unter eher technisch interessierten Bootseignern. Weitere inhaltliche Schwerpunkte sind klassische und gaffelgetakelte Segelboote und -yachten sowie Artikel zur Geschichte des Segelns.

## Themen
Im Magazinteil Technik für Bootseigner finden Themen Platz, die sich mit den technischen Grundlagen von Yachtbau und Schiffsausrüstung, sowie mit der Wartung und Reparatur von Booten und Yachten befassen.
Im Vergleich mit anderen Segelmagazinen ist die Darstellung dieser Themen sehr detailliert und viele Sachverhalte werden mit technischen Zeichnungen aufwendig illustriert. Neben der Praxis an Bord werden auch technologische oder ingenieurwissenschaftliche Grundlagenfragen behandelt. Breiten Raum nehmen Leseranfragen zu Bootsbau, Segel und Rigg, Elektrik und Elektronik, Motor und Schiffsantrieb ein, die von Experten beantwort werden. Ergänzt wird dieser Palstek-Schwerpunkt durch Selbsthilfe-Tipps „von Eigner zu Eigner“.
Ein weiterer feststehender Bestandteil des Palsteks ist die „Gaffelkiste“, die sich besonders an Eigner und Nutzer gaffelgetakelter, also eher historischer Bootstypen richtet, wobei wieder technische Aspekte im Vordergrund stehen.
Wie auch die Marktkonkurrenten stellt der Palstek Segelschiffe und ihre Ausrüstung in ausführlichen Tests vor. Er verzichtet dabei jedoch betont auf für Durchschnittsleser unerschwingliche Yachttypen und widmet sich eher Sportbooten und Fahrtenyachten, die für ein breites Publikum produziert werden. Regelmäßig werden auch ältere Segelboote und -yachten vorgestellt, die für Käufer auf dem Gebrauchtbootemarkt noch von besonderem Interesse sind.
Die Artikel in den Themenbereiche Navigation und Seemannschaft sind überwiegend durch Praxisbezug gekennzeichnet, beziehen oft jedoch auch historische Aspekte ein. Reiseberichte und Revierbeschreibungen stammen häufig von Lesern; außergewöhnlich exklusive Gebiete oder Reisen stehen dabei nicht im Vordergrund. An die „Blauwasser-Segler“ richtet sich eher das im gleichen Verlag erscheinende Magazin Blauwasser.
Die auch in anderen Segelmagazinen üblichen Rubriken (beispielsweise Bootsmarkt, Segelliteratur, Kleinanzeigen) finden sich auch im Palstek, haben hier jedoch zumeist durch die Ausrichtung an ein technisch und historisch interessiertes Teilpublikum ein ebenfalls spezifisches Profil.
Im Dezember 2020 wurde das Magazin vom Deutschen Presserat wegen gravierender Verstöße gegen die Gebote zur strikten Trennung von Tätigkeiten nach Ziffer 6 des Pressekodex sowie von Werbung und Redaktion nach Ziffer 7 öffentlich gerügt.